# Reteporella longicollis
Reteporella longicollis är en mossdjursart som beskrevs av Ferdinand Canu och Ray Smith Bassler 1929. Reteporella longicollis ingår i släktet Reteporella och familjen Phidoloporidae. Inga underarter finns listade i Catalogue of Life.